# Trusserederi
Et trusserederi er et firma, der har investeret i skibe for at kunne udnytte afskrivningsreglerne mht. skat. Undertøjsfirmaet Asani investerede i et antal stålkuttere i Skagen, som de lokale fiskere hurtigt kaldte "trussebådene".
Begrebet fra midten af 1960'erne er siden blevet bredere, så personer, der har skibsanparter tilsvarende kaldes trusseredere.